# Aplidium lenticulum
Aplidium lenticulum är en sjöpungsart som beskrevs av Kott 1992. Aplidium lenticulum ingår i släktet Aplidium och familjen klumpsjöpungar. Inga underarter finns listade i Catalogue of Life.